# Avenida General Óscar Bonilla
La avenida General Bonilla es una arteria vial de gran importancia en el sector poniente de la metrópoli de Santiago de Chile. Se extiende en dirección este-oeste, uniendo principalmente a las comunas de Pudahuel y Lo Prado.

## Etimología
El nombre de la avenida recuerda a Óscar Bonilla, militar chileno y Ministro del Interior y Defensa Nacional en la Junta Militar de 1973.

## Características

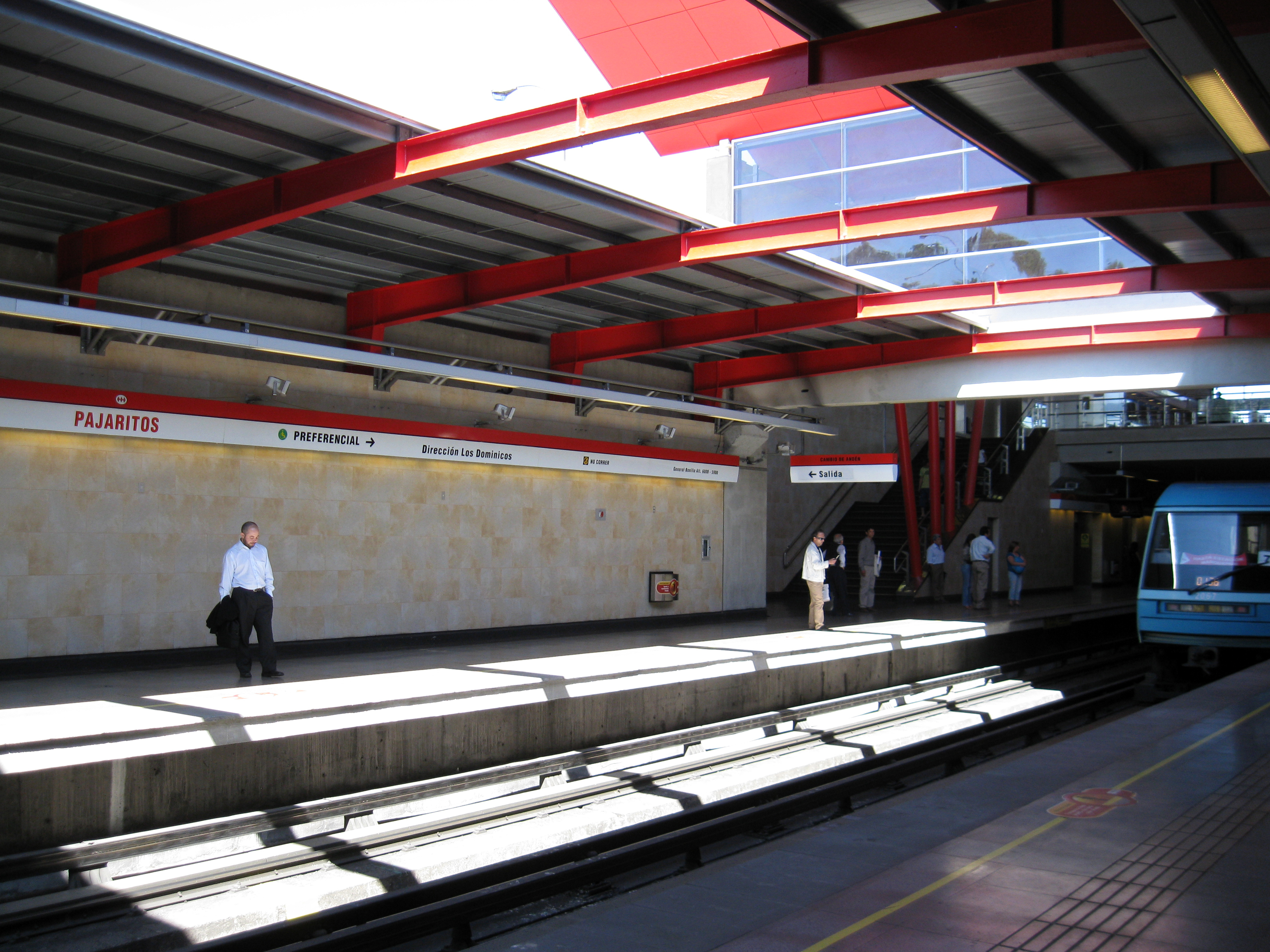
Pajaritos, estación del Metro de Santiago ubicada en la avenida General Bonilla.

Es una vía de doble calzada con bandejón central, el cual inicia en la Avenida Neptuno y continúa así hasta la Avenida Serrano. Inicia como continuación de la Avenida Ecuador unas cuadras después de que ésta cruce la Avenida Las Rejas, naciendo en la calle Isla Decepción, en cuya intersección se ubica un supermercado y la estación Pajaritos de la línea 1.
En su recorrido, cruza los talleres de metro de la estación Neptuno, el ex Mundomágico, el Complejo Deportivo Bonilla, el cual consta de 14 canchas de fútbol; un sector de comercio gastronómico, la estación Barrancas de la línea 5 y finaliza en la entrada de la empresa La Marmite, la cual abastece alimentos a las compañías aéreas.
- Datos: Q2877838
- Multimedia: Avenida General Óscar Bonilla / Q2877838